# ミーアキャットの世界
ミーアキャットの世界（英語: Meerkat Manor）は、オックスフォード科学動画(OSF)制作によって作られたイギリスのテレビ番組である。アニマルプラネットインターナショナルのため、2005年9月の初作品から撮影終了の2008年8月にかけて4シリーズが制作された。番組では従来の動物のドキュメンタリーの手法とドラマのナレーションを組み合わせ、カラハリ砂漠に生息するミーアキャットの家族、ウィスカー一家の物語が展開される。
『ミーアキャットの世界』は2007年に二つのプライムタイム・エミー賞にノミネートされた。また、2006年にはオムニ賞を、2006年と2007年のニューヨークフェスティヴァル賞を獲得した。

## 物語
南部アフリカのカラハリ砂漠では、「カラハリミーアキャット計画」の名称で、ミーアキャットの協力特性の社会的優位性の進化結果と環境要因を調べる長期のフィールドワークが行われていた。番組は研究対象となったミーアキャットの集団を軸に、物語調に展開していく。
カラハリ砂漠のミーアキャットはいくつかの集団に分かれて生活している。集団は一対の雌雄によって率いられ、このつがいが繁殖する権利をほぼ独占する。集団に属するミーアキャットは集団の利益を優先するような行動をする。 今作品で最も撮影されたのはウィスカー一家として知られるミーアキャットの一団だ。この一家が選ばれた理由は、家長である雌のミーアキャット（名前はフラワー）が珍しい事に5年にもわたる長期間一家を率いていたためだ。第3シリーズの間にフラワーは蛇の牙にかかり命を落としたが、娘のロケットドッグに役割が引き継がれた。
ウィスカー一家を取り巻く他の集団もまた各シリーズで取り上げられた。 第1シリーズではウィスカー一家のライバルで、ラズライと呼ばれる集団が頻繁に現れる。オープニングクレジットではラズライを地獄からきた隣人と称している。ラズライの雄家長(名前はビッグ・サイ)は第1シリーズの途中で死んでしまうが、ラズライという集団は第2シリーズでも放浪する雄たちの題材として登場する。別のミーアキャットの集団はコマンドーと呼ばれ、ハンニバルと呼ばれる隻眼の雄のミーアキャットが率いている。コマンドーが初めて紹介されたのは、彼らがラズライの巣穴を襲い、子供を殺し育てていた大人に深い傷を負わせたときだ。コマンドーはウィスカー一家から追い出されたモーツァルトの子供たちを殺し、縄張りの一部を奪った事で、コマンドーはその地域で有力なライバルとなった。
ウィスカー一家の新たな隣人にザッパ一家とスタスキー一家が登場した。ザッパ一家はウィスカー一家よりも小規模ながら、頻繁にウィスカー一家を襲った。 ザッパ一家が逃げると（あまりおこらない事だが）ウィスカー一家は捨てられた子供たちを仲間として迎え入れ、養った。一方で、スタスキー一家はウィスカー一家にとって脅威となる存在ではなかった。スタスキー一家はウィスカー一家から永久追放された三匹の雌で構成されているが、この一家は病や天敵、子孫不足で荒廃していた。常に苦労していたスタスキー一家は第3シリーズの終盤、第12話で最後の生き残りであるモーツァルトがジャッカルに殺され、絶えた。元ウィスカー一家の雌のメイベリンは第3シリーズにてウィスカー一家と仲違いの結果離脱し、第4シリーズでウィスカー一家のライバルとなるアステカを組織した。

## 制作
『ミーアキャットの世界』はキャロリン・ホーキンス（オックスフォード動画制作のエグゼクティブプロデューサー）と企画編集者のマーク・ワイルドにより制作され、アニマルプラネットに委託された。全13話を撮影するのには7～8か月を要した。また、ミーアキャットは冬の間あまり活動しないので、撮影期間はカラハリ地方の春季と夏季に限られた。第3シリーズは2006年の11月から2007年の4月にかけて撮影され、第4シリーズは2007年の10月に撮影を開始した。ほとんどのシーンはクルマン川保護区にて撮影された。ちなみにクルマン川保護区はカラハリミーアキャット計画の拠点の一部である。しかしながら、コマーシャルや番組のウェブサイトに現れるミーアキャットは物語に出てくるミーアキャットと同じ個体ではない。代わりに出ているのはフェロウアーシングワイルドライフセンター(Fellow Earthlings' Wildlife Center)にいる調教されたミーアキャットで、彼らをクロマキー上で撮影し、映像合成している。
本作品では主にSony DSR-570というカメラを使って撮影された。一方で、特殊な撮影のために独特な器具も使用した。動物の巣穴の中を撮影するシーンでは小型の赤外線ファイバーカメラが採用された。広角撮影は7メートルのクレーンから遠隔撮影された。 カメラなしのマイクロフォンもまた、多くのミーアキャットの声を収録するために使用された。また、声の多くは人間の可聴領域外でカメラシステムしか反応しないものであった。 研究者からは動物にストレスを与えないよう、現場に入る人数を最小限にしてほしいと要望があり、撮影の大半はカメラマン一名と音響スタッフ一名によって行われた。小さなミーアキャットは最も小さい三脚を使っても撮りづらく、ミーアキャット目線の撮影は時に困難を極めた。
研究者はミーアキャット追跡のため、群れを仕切る雌のミーアキャットに発信器付きの首輪を装着した。同様に群れを率いる雄や徘徊する雄にも装置をつけた。ミーアキャット（特に若い個体）には識別用に染色を施した。 撮影班に慣れるにつれ、ミーアキャットは縄張りが侵害されない限り、撮影班を無視するようになった。

## 放送
『ミーアキャットの世界』は2005年9月12日にイギリスでの放送が開始され2005年の10月24日までに第一シリーズの全13話が放送された。イギリスで番組が高い視聴率を獲得したため、アニマルプラネットはオーストラリア、カナダ、アメリカの三ヶ国で国際放送を始めた。結果、今や160を超える国で再放送された。 最後の第4シリーズの初放送はアメリカで、2008年6月6日から始まり2008年8月22日までにわたり放送された。シリーズ開始前の2008年5月28日にはテレビ映画『ミーアキャットの世界：物語は動き出す』がアニマルプラネットで放送された。内容は、ウィスカー一家の女家長であるフラワーの誕生と成長から家長になるまでのドキュメンタリーである。
2009年8月に番組は収録を終了したと発表した。

### 放送国ごとの違い
イギリスとアメリカではほとんど同じ内容であったが、アメリカ版ではコマーシャルをより多く入れるために時間が編集されていた。内容も一部変更されており、アメリカ版では交尾の描写は多くの場合割愛されていた。アメリカのアニマルプラネットは作品のタイトルやミーアキャットの名前を変更していた。 フラワーの二人の子供の名前は"Ren"と"Stumpy"から"Len"と"Squiggy"に改名された。アメリカ版では初期からのファンである声優のウーピー・ゴールドバーグにちなんで、スタスキー一家を率いたデラソウルはウーピに改名された。 U.S.アニマルプラネットはほかにも、第三シリーズで生まれたフラワーの子供たちを改名した。U.S.アニマルプラネットはこれを著名なファンであるエリザベス・テイラーとデニス・レイリーの両名に敬意を表した結果だと説明している。エピソードの名前も一部変更された。第二シリーズの最終話は「The Killing Fields」から「The Quiet Fields」へと変更された。 第三シリーズの間、第三話のタイトルが「Something's Got To Give」から「Sister Act」に変更された。これもウーピー・ゴールドバーグ絡みで行われた変更で、変更後のタイトルは主演映画『天使にラブ・ソングを…』の原題から取ったものである。一方で、第六話のタイトルは「The House of Zappa」から「Sibling Rivalry」に変更された。
ナレーションも国ごとに違いがあり、イギリス版はビル・ナイが、オーストラリア版はマイク・ゴールドマンが務めた。アメリカ版はショーン・アスティンが、「次の世代」と副題に銘打たれた第4シリーズでは、ストッカード・チャニングがショーン・アスティンに代わって務めている。
日本語版ナレーターは槇大輔や安達祐実、小泉孝太郎、水樹奈々が再録した。

## 反響
ミーアキャットがけがをしたり死んでしまったときにスタッフが介入し助けなかった事を批判される事はあったが、総じて『ミーアキャットの世界』は大成功をおさめ、2007年10月にはアニマルプラネットの一番人気となった（ケーブルテレビとビデオオンデマンドの両方で）。この番組の実験的方式により、動物ドキュメンタリーの撮影技術は大幅に進歩し、視聴者にはミーアキャットたちに長期かつ親近感を持たせる事にも成功した。同時に多くのドキュメンタリーが抱える視聴者と撮影対象との乖離という問題を解決した。『ミーアキャットの世界』の成功によりアニマルプラネットは、ボルネオの保護施設で暮らすオランウータンを取り上げた『オランウータン幼稚園』、マダガスカルのワオキツネザルを取り上げた『Lemur Street』など、同様の手法に基づくドキュメンタリー番組を放送することになった。

### 受賞
『ミーアキャットの世界』は2005年ジャクソンホール野生映像祭の「動物生態」部門と、2007年「最優秀原作賞」にノミネートされた。2006年にはワイルドスクリーンフェスティバルで「動物生態」、「革新」、「一般向け放送」の三部門で最終候補となった。「自然の歴史」と「撮影法」の両部門で金の像を、「台本」の部門で銀の像を獲得。第3シリーズの第8話（ウィスカー家の女家長であるフラワーの死を描いた回「旅の終わり」）は, 2008年野生映画祭パンダ賞を「一般向け放送プログラム部門でファイヴ賞(Five Award for Popular Broadcast Programme)」部門で獲得。 『ミーアキャットの世界』はニューヨークフェスティバルガーラ賞で二度金メダルを獲得した。第1シリーズが2006年に「自然と野生」部門でニューヨーク祭賞を獲得し、翌年2007年に第1と第2シリーズが獲得した。 第1と第2シリーズは2007年に第59回プライムタイム・エミー賞に二度ノミネートされた。一つは「傑出したノンフィクション番組撮影技術」部門で、もう一つは「傑出したノンフィクション画像編集」部門で獲得した。 また2009年にはニューヨーク祭でグランド賞と奨励賞を「家庭向け番組」部門で獲得した。

## 関連商品
全4シリーズのDVDがアメリカ（リージョン1）とイギリス（リージョン2）で、シリーズ1と2のDVDが日本で発売された。2007年には『ミーアキャットの世界‐フラワーの物語‐』という書籍が発行された。内容は、番組『ミーアキャットの世界』の撮影が始まる以前のウィスカー一家の家長であるフラワーの生活についてである。